# Stagonopleura
A Stagonopleura a madarak osztályának verébalakúak (Passeriformes) rendjébe és a díszpintyfélék (Estrildidae) családjába tartozó nem.

## Rendszerezésük
A nemet Heinrich Gottlieb Ludwig Reichenbach német botanikus és ornitológus írta le 1850-ben, jelenleg az alábbi 3 faj tartozik ide:
- tűzfarkú pinty (Stagonopleura bella)
- vörösfülű pinty (Stagonopleura oculata)
- gyémántpinty (Stagonopleura guttata)

## Előfordulásuk
Ausztrália területén honosak. A természetes élőhelyük szubtrópusi és trópusi erdők és nyílt területek. Állandó, nem vonuló fajok.

## Megjelenésük
Testhosszuk 11-12 centiméter körüliek.

## Életmódjuk
Többnyire magvakkal és rovarokkal táplálkoznak.